# Musses verkstad
Musses verkstad (engelska: Mickey Mouse Works) är en tecknad TV-serie med 27 halvtimmeslånga avsnitt, och sändes ursprungligen i USA åren 1999-2000. Varje avsnitt består av tre till fem episoder av samma typ som de kortfilmer Disney producerade under en lång period från 1920-talets början fram till 1960-talet, samt även senare.
Temat visar alla figurer som är centrala runt Musse Pigg och de befann sig i en sorts verkstad.
Serien fick sedermera en efterföljare i Hos Musse, där också samtligt material från Musses verkstad, undantaget vinjetterna och två kortfilmer på 1½ minut kom att repriseras.

## Figurer
Så gott som hela det persongalleri som figurerade - och skapades - i de kortfilmer som i mångt och mycket lade grunden för Disneykoncernens framgång under första halvan av 1900-talet dök återkommande upp i Musses verkstad. Här återfinns Musse Pigg, Kalle Anka, Jan Långben, Pluto, Mimmi Pigg, Kajsa Anka, Knattarna, Svarte Petter, Piff och Puff, Klarabella, Klasse, Klara Kluck samt professor Ludwig von Anka, som inte fanns med i de äldre kortfilmerna, men medverkade desto oftare i samtida amerikanska TV-program. Dessutom återuppväcktes flera figurer som var mer eller mindre vanligt förekommande i kortfilmerna, men som sedan fallit i glömska; Plutos rival bulldoggen Bister, Mimmis katt Figaro, Plutos flickvän Dina, Musses konkurrent Mortimer Mus, Kalles kompis José Carioca, den matglade björnen Humphrey, skogvaktaren Audobon J. Woodlore, bergslejonet Louie samt Aracuan, som i Sverige är mest känd för att reta gallfeber på Kalle Anka i TV på julafton. Slutligen dök tre figurer, som annars huvudsakligen har varit förknippade med serietidningarna upp; Joakim von Anka, Kommissarie Karlsson och Spökplumpen.

## Musses verkstad i Sverige
Seriens första 13 avsnitt gick på SVT1 mellan 7 oktober år 2000 och 12 maj 2001 i Disneydags samt i TV3 under sent 2001-tidigt 2002. Senare har hela serien visats på svenska Disney Channel.

## Avsnittsguide
Varje avsnitt är omkring 24 minuter långt och består av tre till fem kortare episoder av något av tre olika längformat:
- 90-sekundersavsnitten är enkla skämt på återkommande teman och finns i sex olika varianter:
  - Donald's Dynamite (Kalles kortisar på svenska), i vilka Kalle upptäcker en bomb och måste göra sig av med den.
  - Goofy's Extreme Sports (Långbens Extrema Sporter), där Långben testar på diverse ovanliga - och farliga - sporter.
  - Maestro Minnie (Maestro Mimmi), där Mimmi försöker dirigera en orkester till ett känt klassisk musikstycke.
  - Mickey to the Rescue (Musse kommer till undsättning), där Musse tvingas rädda Mimmi ur Svarte-Petters klor.
  - Pluto Gets the Paper (Pluto hämtar tidningen) visar hur Pluto stöter på problem när han ska hämta morgontidningen till Musse.
  - Von Drake's House of Genius (Ludwigs genihörna), i vilka professor Von Anka presenterar ny uppfinningar.
- 6-minutersepisoderna är kortfilmer av klassiskt Disney-snitt och seriens stomme. Det presenteras filmer med Kalle, Musse, Långben, Kajsa, Mimmi och Ludwig i huvudrollerna. Dessutom återfinns ett par nyproducerade Silly Symphonies, som i den svenska dubbningen av Musses verkstad har fått heta Snurriga Symfonier.
- Slutligen så producerades tre 12-minuters avsnitt - Mouse Tales, som är Disneyversioner av klassiska sagor och berättelser.

Flera av episoderna hade redan visats på bio, film eller TV innan de kom med i Musses verkstad. Dessutom innehåller några avsnitt från den andra och tredje säsongen episoder som redan hade ingått i avsnitt under den första säsongen. Slutligen så sammanställdes också tre specialavsnitt som uteslutande bestod av tidigare visade kortfilmer.

### Säsong 1 (1999)
Visades på ABC på lördagsmornar.
- Avsnitt 1 (1999-05-01)
  - A Donald Duck Cartoon: Donald's Failed Fourth	(repriserat i Hos Musse, Avsnitt 19)
  - A Goofy Cartoon: How to Be a Waiter (Hos Musse #15)
  - A Mickey, Donald & Goofy Cartoon: Roller Coaster Painters (Hos Musse #21)
  - Maestro Minnie: William Tell Overture	(TV: 1999-02-13, repriserat i Hos Musse #25)
  - Mickey to the Rescue: Train Tracks (Hos Musse #19)
- Avsnitt 2 (1999-05-08)
  - A Donald Duck Cartoon: Donald's Shell Shots (Hos Musse #43)
  - A Mickey Mouse Cartoon: Mickey's New Car	(TV: 1999-02-13, repriserat i Hos Musse #18)
  - A Pluto Cartoon: Pluto's Penthouse Sweet (Hos Musse #20 & #42)
  - Goofy's Extreme Sports: Skating the Half Pipe	(Bio: 1998-11-13, repriserat i Hos Musse #33)
- Avsnitt 3 (1999-05-15)
  - A Mickey Mouse Cartoon: Mickey's Airplane Kit (Hos Musse #35)
  - A Mickey, Donald & Goofy Cartoon: Turkey Catchers (Hos Musse #44)
  - Donald's Dynamite: Bowling Alley (Hos Musse #42)
  - Silly Symphonies: Dance of the Goofys (Hos Musse #51 och videofilmen Hos Musse - skurkarna)
  - Von Drake's House of Genius: Time Reverser (Hos Musse #28)
- Avsnitt 4 (1999-05-22)
  - A Donald Duck Cartoon: Donald's Rocket Ruckus (Hos Musse #33)
  - A Mickey Mouse Cartoon: Mickey's Mistake (Hos Musse #6)
  - A Mickey, Donald & Goofy Cartoon: Organ Donors (Hos Musse #52)
  - Goofy's Extreme Sports: Paracycling (Bio: 1998-11-20, repriserat i Hos Musse #24)
  - Pluto Gets the Paper: Spaceship	(Bio: 1999-02-12, ej repriserat i Hos Musse)
- Avsnitt 5 (1999-05-29)
  - A Goofy Cartoon: How to Be a Spy (Hos Musse #16)
  - A Pluto Cartoon: Pluto's Kittens (Hos Musse #13)
  - Maestro Minnie: Hungarian Rhapsody No. 6 (Hos Musse #15)
  - Silly Symphonies: Donald's Valentine Dollar (Hos Musse #4)
- Avsnitt 6 (1999-06-05)
  - A Pluto Cartoon: Pluto vs. the Watchdog (Hos Musse #31)
  - Donald's Dynamite: Opera Box	(Bio: 1999-03-26, repriserat i Hos Musse #52)
  - Mouse Tales: Around the World in Eighty Days (Hos Musse #30)
  - Von Drake's House of Genius: Remote Controlled Laser Lawn Mower (Hos Musse #36)
- Avsnitt 7 (1999-06-12)
  - A Mickey, Donald & Goofy Cartoon: Sandwich Makers (Hos Musse #32)
  - A Minnie Mouse Cartoon: Purple Pluto (Hos Musse #25)
  - A Pluto Cartoon: Pluto's Arrow Error (Hos Musse #4)
  - Donald's Dynamite: Fishing (Hos Musse #30)
  - Von Drake's House of Genius: Money Increaser (Hos Musse #34)
- Avsnitt 8 (1999-06-19)
  - A Goofy Cartoon: How to Ride a Bicycle (Hos Musse #20)
  - A Minnie Mouse Cartoon: Daisy Visits Minnie (Hos Musse #25)
  - A Pluto Cartoon: Pluto Runs Away (Hos Musse #41)
  - Mickey to the Rescue: Staircase (Hos Musse #4)

### Säsong 2 (1999-2000)
Visades på ABC på lördagsmornar.
- Avsnitt 9 (1999-09-11)
  - A Donald Duck Cartoon: Donald On Ice (Hos Musse #46 och videofilmen Julfest Hos Musse Pigg)
  - A Mickey Mouse Cartoon: Mickey's Mechanical House (Hos Musse #50 och videofilmen Hos Musse - skurkarna)
  - Goofy's Extreme Sports: Rock Climbing (Hos Musse #37)
  - Silly Symphonies: Hansel and Gretel (videofilmen Hos Musse - skurkarna)
- Avsnitt 10 (1999-09-18)
  - A Donald Duck Cartoon: Donald's Dinner Date (Hos Musse #15)
  - A Mickey Mouse Cartoon: Mickey's Piano Lesson (Hos Musse #51)
  - A Von Drake Cartoon: Hydro Squirter (Hos Musse #39)
  - Maestro Minnie: Brahms Lullabye (Hos Musse #51)
  - Pluto Gets the Paper: Street Cleaner	(Video: 1999-03-09, ej repriserat i Hos Musse)
- Avsnitt 11 (1999-09-25)
  - A Mickey Mouse Cartoon: Mickey's Remedy (Hos Musse #47)
  - Goofy's Extreme Sports: Wakeboarding (Hos Musse #21)
  - Mickey to the Rescue: Cage and Cannons (Hos Musse #5)
  - Mouse Tales	A Midsummer Night's Dream (Hos Musse #34)
- Avsnitt 12 (1999-10-02)
  - A Donald Duck Cartoon: Donald and the Big Nut (Hos Musse #41)
  - A Mickey Mouse Cartoon: Mickey Tries to Cook (Hos Musse #32)
  - A Mickey Mouse Cartoon: Topsy Turvy Town (Hos Musse #14)
  - Pluto Gets the Paper: Bubble Gum	(Video: 1999-01-05, TV: 1999-02-19, repriserat i Hos Musse #32)
- Avsnitt 13 (1999-10-23)
  - A Minnie Mouse Cartoon: Purple Pluto	(repris från avsnitt 7)
  - Maestro Minnie: Flight of the Bumblebee (Hos Musse #17)
  - Mouse Tales: The Nutcracker (Hos Musse #45 och videofilmen Julfest Hos Musse Pigg)
  - Von Drake's House of Genius: Teldinger (Hos Musse #29)
- Avsnitt 14 (1999-10-30)
  - A Goofy Cartoon: How to Haunt a House (videofilmen Hos Musse - skurkarna)
  - A Mickey Mouse Cartoon: Mickey's Mechanical House	(repris från avsnitt 9)
  - Mickey to the Rescue: Staircase	(repris från avsnitt 8)
  - Silly Symphonies: Hansel and Gretel	(repris från avsnitt 9)
- Avsnitt 15 (1999-11-07)
  - A Donald Duck Cartoon: Donald's Grizzly Guest (Hos Musse #17)
  - A Mickey, Donald & Goofy Cartoon: Mickey Foils the Phantom Blot (Hos Musse #29)
  - Donald's Dynamite: Snowman (Hos Musse #45)
  - Pluto Gets the Paper: Vending Machine (Hos Musse #47)
- Avsnitt 16 (1999-12-04)
  - A Daisy Duck Cartoon: Daisy's Road Trip (Hos Musse #6)
  - A Goofy Cartoon: Goofy's Big Kitty (Hos Musse #13)
  - A Von Drake Cartoon: Relaxing with Von Drake (Hos Musse #39)
- Avsnitt 17 (2000-01-22)
  - A Goofy Cartoon: How to Be a Baseball Fan (Hos Musse #40)
  - A Mickey, Donald & Goofy Cartoon: Locksmiths (Hos Musse #23)
  - A Minnie Mouse Cartoon: Minnie Takes Care of Pluto (Hos Musse #49)
- Avsnitt 18 (2000-02-05)
  - A Donald Duck Cartoon: Survival of the Woodchucks (Hos Musse #10)
  - A Mickey Mouse Cartoon: Mickey's Rival Returns (Hos Musse #19)
  - Donald's Dynamite: Magic Act (Hos Musse #1)
  - Silly Symphonies: Mickey and the Seagull (Hos Musse #35)
- Avsnitt 19 (2000-02-19)
  - A Goofy Cartoon: Goofy's Radio (Hos Musse #10)
  - A Mickey, Donald & Goofy Cartoon: Car Washers (Hos Musse #18)
  - A Pluto Cartoon: Pluto's Seal Deal (Hos Musse #47)
- Avsnitt 20 (2000-02-26)
  - A Donald Duck Cartoon: computer.don (Hos Musse #36)
  - A Mickey Mouse Cartoon: Mickey's Mixed Nuts (Hos Musse #44)
  - A Mickey Mouse Cartoon: Mickey's Mountain (Hos Musse #9)
  - Goofy's Extreme Sports: Shark Feeding (Hos Musse #8)
- Avsnitt 21 (2000-03-04)
  - A Donald Duck Cartoon: Donald's Halloween Scare (Hos Musse #48 och videofilmen Hos Musse - skurkarna)
  - A Donald Duck Cartoon: Donald's Lighthouse (Hos Musse #27)
  - A Goofy Cartoon: How to Take Care of Your Yard (Hos Musse #23)
- Avsnitt 22 (2000-03-16)
  - A Donald Duck Cartoon: Domesticated Donald (Hos Musse #43)
  - A Goofy Cartoon: How to Wash Dishes (Hos Musse #21)
  - A Minnie Mouse Cartoon: Minnie Visits Daisy (Hos Musse #12)
  - Pluto Gets the Paper: Mortimer (Hos Musse #2)

### Säsong 3 (2000)
Visades på ABC på lördagsmornar.
- Avsnitt 23 (2000-09-09)
  - A Donald Duck Cartoon: Donald's Halloween Scare (repris från avsnitt 21)
  - A Goofy Cartoon: How to Be a Gentleman (Hos Musse #24)
  - Silly Symphonies: Mickey and the Seagull (repris från avsnitt 18)
- Avsnitt 24 (2000-09-16)
  - A Donald Duck Cartoon: Whitewater Donald (Hos Musse #11)
  - A Mickey Mouse Cartoon: Mickey's Christmas Chaos (Hos Musse #46)
  - A Mickey Mouse Cartoon: Mickey's Mix-Up (Hos Musse #17)
- Avsnitt 25 (2000-09-23)
  - A Donald Duck Cartoon: Donald's Fish Fry (Hos Musse #3)
  - A Mickey Mouse Cartoon: Mickey's Cabin (Hos Musse #7)
  - A Pluto Cartoon: Presto Pluto (Hos Musse #49)
- Avsnitt 26 (2000-09-30)
  - A Mickey Mouse Cartoon: Mickey's Big Break (Hos Musse #12)
  - A Mickey, Donald & Goofy Cartoon: Mickey's Answering Service (Hos Musse #36)
  - A Pluto Cartoon: Pluto's Magic Paws (Hos Musse #5)
  - Pluto Gets the Paper: Vending Machine	(repris från avsnitt 15)
- Avsnitt 27 (2000-10-07)
  - A Donald Duck Cartoon: Bird Brained Donald (Hos Musse #31)
  - A Donald Duck Cartoon: Donald's Pool (Hos Musse #22 & #27)
  - A Goofy Cartoon: How to Be a Gentleman (repris från avsnitt 23)

### Reprisavsnitt
Visades på ABC på lördagsmornar, under seriens andra säsong.
- Reprisavsnitt 1 - Långbenspecial (1999-12-11)
  - A Goofy Cartoon: How to Be a Spy (repris från avsnitt 5)
  - A Goofy Cartoon: How to Be a Waiter (repris från avsnitt 1)
  - A Goofy Cartoon: How to Ride a Bicycle (repris från avsnitt 8)
  - Goofy's Extreme Sports: Skating the Half Pipe	(repris från avsnitt 2)
- Reprisavsnitt 2 - Julspecial (1999-12-18)
  - A Donald Duck Cartoon: Donald On Ice	(repris från avsnitt 9)
  - Donald's Dynamite: Snowman (repris från avsnitt 15)
  - Maestro Minnie: Brahms Lullabye (repris från avsnitt 10)
  - Mouse Tales: The Nutcracker (repris från avsnitt 13)
- Reprisavsnitt 3 - "Alla Hjärtans Dag"-special (2000-02-12)
  - A Mickey Mouse Cartoon: Mickey Tries to Cook (repris från avsnitt 12)
  - A Pluto Cartoon: Pluto's Arrow Error (repris från avsnitt 7)
  - Maestro Minnie: Hungarian Rhapsody No. 6 (repris från avsnitt 5)
  - Mickey to the Rescue: Train Tracks (repris från avsnitt 1)
  - Silly Symphonies: Donald's Valentine Dollar (repris från avsnitt 5)

## Kortfilmer producerade för Hos Musse
Disney fortsatte att producera nya kortfilmer i formatet från Musses verkstad även efter att den serien blivit nedlagt - dessa filmer kom att premiärvisas i den nya TV-serien Hos Musse.
- A Mickey Mouse Cartoon: Hickory Dickory Mickey (Hos Musse #1)
- A Mickey Mouse Cartoon: Mickey's April Fools (Hos Musse #1)
- Pluto Gets the Paper: Wet Cement (Hos Musse #1)
- A Donald Duck Cartoon: Donald's Charmed Date (Hos Musse #2)
- A Goofy Cartoon: How to Be Groovy, Cool and Fly (Hos Musse #2)
- A Goofy Cartoon: How to Be Smart (Hos Musse #3)
- A Donald Duck Cartoon: Golf Nut Donald (Hos Musse #5)
- A Donald Duck Cartoon: Music Store Donald (Hos Musse #7)
- A Donald Duck Cartoon: Donald's Goofy World (Hos Musse #8)
- A Mickey, Donald & Goofy Cartoon: Pit Crew (Hos Musse #8)
- A Mickey Mouse Cartoon: Big House Mickey (Hos Musse #9)
- Maestro Minnie: Circus Symphony (Hos Musse #9)
- A Daisy Duck Cartoon: Daisy's Big Sale (Hos Musse #14)
- A Donald Duck Cartoon: Double Date Donald (Hos Musse #16)
- A Mickey, Donald & Goofy Cartoon: Mickey and the Color Caper (Hos Musse #22)
- A Mickey Mouse Cartoon: Mickey and the Goatman (Hos Musse #26)
- A Mickey Mouse Cartoon: Pinball Mickey (Hos Musse #28)
- A Mickey, Donald & Goofy Cartoon: Housesitters (Hos Musse #28)
- A Goofy Cartoon: How to Be a Rock Star (Hos Musse #33)
- A Donald Duck Cartoon: Hot Tub Humphrey (Hos Musse #38)
- A Mickey, Donald & Goofy Cartoon: Babysitters (Hos Musse #42)
- A Goofy Cartoon: How to Camp (Hos Musse #48)
- A Von Drake Cartoon: Futurmania (Hos Musse #50)
- Silly Symphonies: Lil' Bad (Hos Musse #52)

### Fotnoter
1. 1 2 3  ”Hos Musse: Skurkarna”. d-zine.se. https://www.d-zine.se/filmer/hom_skurkarna.htm. Läst 19 maj 2023.  ”Tv-serien Musses verkstad hade svensk premiär på SVT1 den 7 oktober 2000. Tv-serien Hos Musse hade svensk premiär på Disney Channel den 28 februari 2003.”
2. 1 2  ”Musses verkstad”. Svensk mediedatabas. http://smdb.kb.se/catalog/search?q=%22Musses+verkstad%22&sort=OLDEST. Läst 19 juli 2016.